# 大阪市交通局2501形電車
大阪市交通局2501形電車（おおさかしこうつうきょく2501がたでんしゃ）とは、大阪市交通局が保有していた路面電車車両である。1955年に4両が1001形から更新されて登場した。

## 概要
戦前の市電の代表車として市電全線で運行されていた1001形も1950年代に入ると、さすがに老朽化と陳腐化は覆い隠せなくなっていた。そこで1001形の代替車両の投入が検討されたが、同形が97両在籍していたことから、輸送需要の伸びに対応して新車を投入しつつ、1001形の代替車をすべて新車でまかなうことは困難であった。こうした状況の下、2501形は、今後の1001形更新車の試作車として、1955年3月、5月に大阪車輌工業で更新された。
2501形は、2001形ベースの側面窓配置D5D4、前面3枚窓の中型車として登場したが、方向幕部分は2001形と異なり、行先方向幕が大型化されて中央部に移り、系統幕がその右側に取り付けられる形に変更された。行先方向幕が大型化されたのは、2201形での成果を生かしたものであるが、系統幕の位置を変更したのは、同じく試作車として登場した、3000形同様、乗客やポイント操作員の視認性を考慮してテストしたものと思われる。この他にも2501号で直流蛍光灯が（他の3両は管球）、2504号ではスチールサッシがそれぞれ採用されるなど、試作車として今後の更新に関連するもののテストベッドとなった。このため、スチールサッシの2504号は、木製の窓枠の他の3両に比べると窓枠が細くなっているという外観上の違いがある。また、更新車ゆえ当然であるが、足回り及び電装品は、種車の1001形から流用したブリル77E台車を装着し主電動機は端子電圧600V時1時間定格出力30kWのゼネラル・エレクトリック(GE)製GE-247-Aを4基搭載、制御器も同じGEのK-39系を装備していた。
2501形は2001形ベースの車体に1001形の足回りを持つ、堅実な設計の更新車であった。しかし、新・大阪市電スタイルの3000形や2201形がすでにデビューしているにもかかわらず、一世代前の2001形ベースの車体で更新された2501形は、車輌課長の宮本政幸に「改造新車」と命名されたとはいえ、2001形の方向幕が大きくなっただけの地味で目立たない車両であった。大阪市では、本格的な更新を開始する1955年下期からは、2201形（1956年以降は3001形）ベースの車体に更新した2601形で更新することとなり、2501形はわずか4両のみの少数派となった。

## 運用
2501形は当初分散配置の後、全車春日出車庫を経て三宝車庫に配属され、同車庫所属の29（出島 - 芦原橋 - 桜川二）,30（三宝車庫前 - 芦原橋 - 福島西通）,31（出島 - 芦原橋 - 桜川二 - 湊町駅前 - 上本町六）の各系統で使用された。更新車とはいえ、三宝車庫では数少ない新車であった。その後鶴町車庫を経て再び春日出車庫に転属している。
試作的要素の強かった2501形であるが、2601形とは同一の性能であり、運転面では特に区別されることもなく、市電最末期の1969年2月の16号系統の廃止の際に廃車された。廃車後の保存車及び他社への譲渡車はない。